# Permetrina
La permetrina és una substància química sintètica que es fa servir a tot el món com a insecticida i acaricida i també com a repel·lent d'insectes. Pertany a la família de compostos denominats piretroides (és a dir, insecticides derivats de la planta del piretre). El seu mecanisme d'acció és la neurotoxicitat: afecta la membrana de les neurones per prolongació de l'activació dels canals de sodi i causa una despolarització sostinguda. En general, té una toxicitat baixa per als mamífers i és poc absorbit per la pell.
No se sap que afecti els humans però és perillosament tòxic per als gats i els peixos.
En medicina s'utilitza per a tractar la sarna i la infestació per polls. Ha estat comercialitzat a Espanya com a Perme-cure i Sarcop.
L'ús de la permetrina com a insecticida en certes plantacions ha estat debatut i qüestionat perquè mata insectes indiscriminadament, sense diferenciar entre paràsits de sembrats i d'altres insectes, fins i tot organismes de vida aquàtica.